# Rupandehi

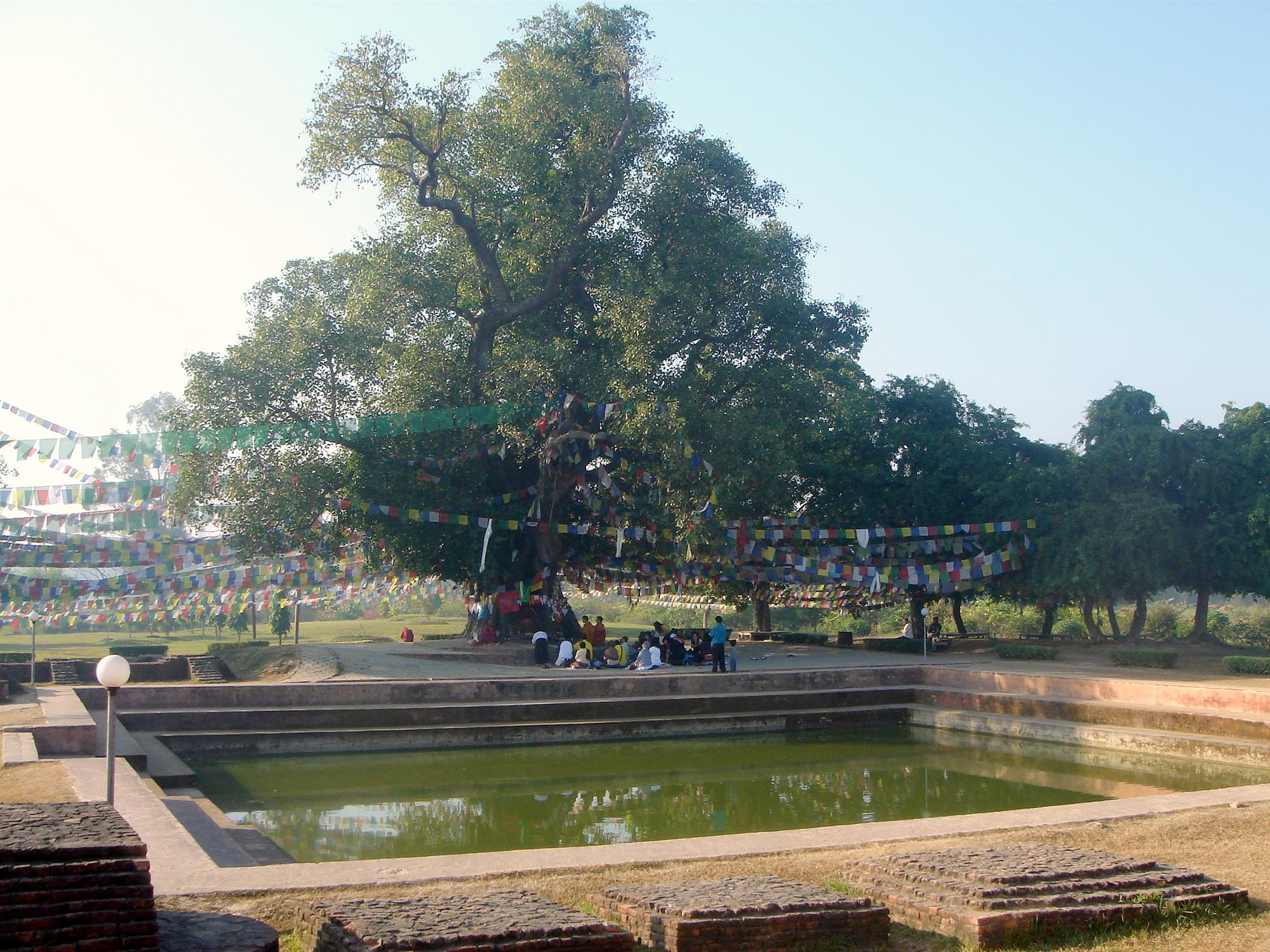
Lumbini: Bodhibaum und Teich, wo Mayadevi ein Bad nahm, ehe sie Buddha gebar.

Der Distrikt Rupandehi (Nepali रुपन्देही जिल्ला) ist Teil der Provinz Lumbini und einer von 77 Distrikten in Nepal mit Verwaltungssitz in Siddharthanagar.
Im Jahr 2011 hatte es 886.706 Einwohner, 2001 waren 708.419.

## Verwaltungsgliederung
Im Distrikt Rupandehi liegen folgende Städte:
- Butwal
- Devdaha
- Lumbini Sanskritik
- Sainamaina
- Siddharthanagar
- Tilottama

Butwal ist eine Stadt mit Stadtrecht 2. Ordnung, während die anderen Städte sogenannte Munizipalitäten (mit Stadtrecht 3. Ordnung) sind.
Im Distrikt Rupandehi liegen außerdem folgende Village Development Committees (VDCs):
- Ama
- Amari
- Amawa Marchawar
- Amuwa Paschim
- Asurena
- Babhani
- Bagaha
- Bagauli
- Bairghat
- Balarampur
- Bangai
- Bangai Marchwar
- Baragadewa
- Barsauli
- Basantapur
- Betakuiya
- Bisunpura
- Bodabar
- Bogadi
- Chhipagada
- Chhotaki Ramnagar
- Chilhiya
- Dayanagar
- Dhakadhai
- Dhamauli
- Gajedi
- Gangoliya
- Gonaha
- Harnaiya
- Hati Bangai
- Hati Pharsatikar
- Jogada
- Kamahariya
- Karauta
- Karmahawa
- Kataya
- Khadawa Bangai
- Mainahiya
- Man Materiya
- Man Pakadi
- Maryadpur
- Padariya
- Padsari
- Pajarkatli
- Pakadi Sakron
- Parsa
- Patekhauli
- Pharena
- Pharsatikar
- Piprahawa
- Pokharvindi
- Rayapur
- Roinihawa
- Rudrapur
- Sadi
- Saljhandi
- Samera Marchwar
- Sauraha Pharsatikar
- Sikatahan
- Silautiya
- Sipawa
- Suryapura
- Tama Nagar
- Tarkulaha
- Tharki
- Thumhawa Piprahawa